# Парламентские выборы в Южной Африке (1933)
Парламентские выборы в Южной Африке проходили 17 мая 1933 года для избрания 150 депутатов Палаты собраний. Это был 7-й парламент Южно-Африканского Союза. Национальная партия под руководством Джеймса Герцога получила ровно половину мест в Палате собраний. В результате Герцог сформировал правительство в коалиции с Южноафриканской партией. Национальная партия осталась доминирующей силой на третий срок.

## Избирательный закон
С 1929 года избирательный закон претерпел несколько изменений. В 1930 году право голоса получили все взрослые белые женщины. В 1931 году все мужчины европейского происхождения старше 21 года получили право голоса, когда для них были сняты ограничения на собственность и доход, которые ранее были факторами для регистрации при голосовании.
Одной из причин этих изменений, которые не касались небелого населения, было разбавить влияние небелых избирателей в Капской провинции и 
провинции Наталь.

## Результаты
Количество зарегистрированных избирателей было 957 636, что было вдвое больше, чем на предыдущих выборах в результате избирательных реформ. Было подано 323 417 голосов (из них 3 406 недействительных).
| Партия | Партия                  | Места | %     | Голоса  | %     | Лидер                       |
|        | Национальная партия     | 75    | 50,00 | 101 159 | 31,61 | генерал Джеймс Барри Герцог |
|        | Южно-Африканская партия | 61    | 40,67 | 71 486  | 22,34 | генерал Ян Христиан Смэтс   |
|        | Независимые             | 10    | 6,67  | 87 321  | 27,29 | -                           |
|        | Партия Раса             | 2     | 1,33  | 27 441  | 8,58  | Тилман Рас                  |
|        | Лейбористская партия    | 2     | 1,33  | 20 276  | 6,34  | Уолтер Медли                |
|        | Всего                   | 148   | 100   | 347 924 | 100   |                             |